# Algar de Mesa
Algar de Mesa es un municipio y localidad española de la provincia de Guadalajara, en la comunidad autónoma de Castilla-La Mancha. El término municipal tiene una población de 46 habitantes (INE 2024). Se trata del último municipio del valle del Mesa en la provincia antes de que el río entre en la de Zaragoza.

## Historia
Algar de Mesa fue integrado inicialmente a la provincia de Calatayud, de nueva creación, como resultado de la sesión celebrada en las Cortes españolas el 7 de octubre de 1821, donde se debatió y aprobó la configuración territorial provincial de España. El 30 de diciembre de 1821 las Cortes aprobaron los límites territoriales de la provincia de Calatayud, que contaba con partes de las actuales provincias de Zaragoza, Soria, Guadalajara y Teruel. En 1822 ya establecido el marco jurídico, la Diputación de Calatayud fue constituida.
La provincia donde quedó integrado inicialmente Algar de Mesa contaba con una población de más de 100 000 habitantes. La capacidad de atracción de Calatayud sobre su área circundante fue reconocida y resaltada con la creación de la Diputación Provincial de Calatayud, una institución con poder político y de gestión administrativa, que abría una perspectiva prometedora de desarrollo. No obstante, su existencia fue efímera, concluyendo con el decreto de 1 de octubre de 1823, por el cual Fernando VII declaró nulos todos los actos del Gobierno constitucional, pasando a integrarse en la de Guadalajara definitivamente.
A mediados del siglo XIX, el lugar contaba con una población censada de 83 habitantes. La localidad aparece descrita en el primer volumen del Diccionario geográfico-estadístico-histórico de España y sus posesiones de Ultramar de Pascual Madoz de la siguiente manera:

ALGAR: v. con ayunt. de la prov. de Guadalajara (18 leg.), part. jud. de Molina (6) , aud. ferr. y c. g. de Madrid (27), dióc. y adm. de rent. de Sigüenza (9): sit. en forma de anfiteatro al S. de una ladera algo escabrosa, dando vista al r. Mesa, goza de buena ventilacion y clima saludable: tiene 36 casas de mala construccion y faltas de comodidades; otra para el ayunt. y cárcel; escuela de primeras letras é igl. aneja á la parr. de Mochales servida por un teniente de fija residencia: la capilla mayor es antiquísima; el resto de la igl. incluso el coro y campanario, se edificó en el año 1574, está dedicada á Sto. Domingo de Guzman, y sobre una de sus campanas da el reloj de la v., que es muy regular: en los afueras á dist. de 400 pasos, y á la izq. del r., hay una pequeña ermita en la que se venera á Ntra. Sra. de los Albares, que va existía en el siglo XVI: cerca de ellas hay ruinas de otra ermita, cuya antigüedad hace creer á los naturales que esta imágen existió oculta en tiempo de los sarracenos en una cueva de los peñascos inmediatos que llaman las Cuevas; y á la orilla del mismo r. aparecen todavía los escombros de un cast. que debió ser de alguna consideracion. Confina el térm. por N. con los de Sisamon y Calmarza; E. con el último y Milmarcos; S. este mismo y el de Labros, y O. con los de Villel, y otra vez Sisamon: dist. de la pobl. estos lím. una leg., escepto por el de la v. de Villel que solo hay 1/4 escaso. Comprende 950 fan. de tierra, le baña el espresado r. Mesa, que cruza á 300 pasos de la pobl.: tiene un puente de piedra toda labrada que comunica con el camino de Molina; y de sus aguas se sirve el vecindario para sus usos: hay también 3 manantiales de agua esquisíta , especialmente él llamado el Recuenco, que se usa como medicinal para promover el apetito: el terreno es muy quebrado, escepto el corto canal de la ribera del Mesa; pero fértil, abundante en montes de encina, nogales de estraordinaria magnitud y cerezos; tiene 200 fan. de primera clase, la mayor parte de regadío, 400 de segunda y 150 de tercera, de las 750 que reciben cultivo; las demás abundan en romero: los caminos son de herradura, locales y en mal estado por lo escabroso del terreno y abandono en que se hallan: se recibe el correo por medio de un cartero quo lo toma semanalmente en la estafeta de Molina: prod.: trigo puro, centeno, cebada, avena, cáñamo, patatas, miel, cera, mucha bellota, fruta, nueces y verduras: se cria bastante ganado de cerda, y aun se engordan manadas de otros pueblos; 1,500 cab. de lanar, 64 caballerias mayores y 28 menores: ind.: un molino harinero, un tinte y un batan: pobl.: 22 vec.: 83 alm.: cap. prod.: 519,800 rs.: imp.: 28,782: contr.: 1,503 rs. 16 mrs.: presupuesto municipal: 1,500 que se cubre con el prod. de los propios consistentes en el molino harinero que se ha citado, la montanera de bellota y el arbitrio de la taberna. El nombre de este pueblo es de origen árabe, que significa concavidad ó cueva: era v. de señ. , y en 1,299 correspondía á Gonzalo Funes, que era tambien señor de la de Villel: en 1476 á Iñigo López señor de Mochales, el cual vendió este señ. á Miguel Gotar, señor de Calmarza, y últimamente lo compraron los señores de Villel, en cuyo estado ha permanecido hasta la estincion de estas instituciones.
(Madoz, 1845, p. 549)

Hasta la reforma de la nomenclatura municipal de 1916 el municipio se llamaba simplemente Algar. En dicha fecha su nombre fue modificado por el de Algar de Mesa.
A las 6:30 horas del 17 de octubre de 1973 un devastador viento, calificado por los vecinos como huracán, afectó a la localidad, destrozando más de 30 000 tejas, arrancando más de un centenar de árboles frutales y otros destrozos, no produciéndose víctimas al ser una hora muy temprana. Los daños se valoraron entre 15 y 20 millones de pesetas.

## Demografía
Algar de Mesa cuenta con una población de 46 habitantes (INE 2024).
| Gráfica de evolución demográfica de Algar de Mesa entre 1842 y 2021                                                 |
| |
| Población de derecho según los censos de población del INE Población de hecho según los censos de población del INE |

| 1991 |  | 1996 |  | 2001 |  | 2004 |  | 2013 |  | 2015 |
| ---- |  | ---- |  | ---- |  | ---- |  | ---- |  | ---- |
| 90   |  | 92   |  | 84   |  | 75   |  | 57   |  | 67   |